# PCD (album)
PCD è il primo album in studio del gruppo musicale statunitense Pussycat Dolls, pubblicato nel settembre 2005 dalla A&M Records.

## Descrizione
Prodotto da Timbaland, Rich Harrison, Cee Lo Green, Polow da Don, Sean Garrett, will.i.am, Ron Fair, Young Smoke, Siobhan Fahey, Kwamé, Robin Antin e Dr. Dre, l'album è un mix di pop, R&B, hip hop e funk.
Nell'album ben sette brani sono cover di altri artisti: Hot Stuff (I Want You Back) di Donna Summer e Siobhan Fahey, Right Now di Mel Tormé e The Creatures, Tainted Love/Where Did Our Love Go di Gloria Jones, The Supremes e Soft Cell, Feeling Good di Nina Simone, Sway di Dean Martin e We Went as Far as We Felt Like Going di Patti LaBelle.

## Tracce
1. Don't Cha (feat. Busta Rhymes) – 4:34 (Anthony Ray, Thomas Callaway, Trevor Smith)
2. Beep (feat. will.i.am) – 3:48 (William Adams, Kara DioGuardi, Jeff Lynne)
3. Wait a Minute (feat. Timbaland) – 3:41 (Timothy Mosley, Keri Hilson)
4. Stickwitu – 3:26 (Franne Golde, Kasia Livingston, Robert Palmer)
5. Buttons – 3:45 (Sean Garrett, Jamal Jones, Jason Perry, Nicole Scherzinger)
6. I Don't Need a Man – 3:39 (Kara DioGuardi, Rich Harrison, Nicole Scherzinger)
7. Hot Stuff – 3:46 (Pete Bellotte, Harold Faltermeyer, Keith Forsey, Siobhan Fahey, Clare Kenny, Steven Gallifent, Will Blanchard)
8. How Many Times, How Many Lies – 3:55 (Diane Warren)
9. Bite the Dust – 3:32 (Kwamé Holland, Keri Hilson)
10. Right Now – 2:27 (Herbie Mann, Carl Sigman)
11. Tainted Love/Where Did Our Love Go – 3:25 (Leslie Bricusse, Anthony Newley, Lamont Dozier, Eddie Holland)
12. Feelin' Good – 4:19 (Leslie Bricusse, Anthony Newley)

Tracce bonus nell'edizione internazionale
1. Sway – 3:12 (Norman Gimbel, Pablo Beltrán Ruiz)
2. Flirt – 2:56 (Greg Wells, Kara DioGuardi, Nicole Scherzinger)
3. We Went as Far as We Felt Like Going – 3:50 (Bob Crewe, Kenny Nolan, Harold Clayton)
4. Don't Cha (live) – 3:32 (Anthony Ray, Thomas Callaway, Trevor Smith, Sigidi) – solo nella versione giapponese

Tracce bonus nell'edizione di Wal Mart
1. Buttons (feat. Snoop Dogg) – 3:52 (Sean Garrett, Jamal Jones, Jason Perry, Nicole Scherzinger)
2. Wait a Minute (Ringtone) – 0:30 (Timothy Mosley, Keri Hilson)
3. He Always Answers (Ringback Tone) – 0:40
4. Vibrate off the Table (Ringtone) – 0:39
5. Freaky Fun Message (Voicemail ID) – 0:19
6. Buttons (video live)
7. PCD (Text Alert)

CD bonus nella Tour Edition
1. Sway – 3:12 (Norman Gimbel, Pablo Beltrán Ruiz)
2. Flirt – 2:56 (Greg Wells, Kara DioGuardi, Nicole Scherzinger)
3. Stickwitu (feat. Avant) (Avant Mix) – 3:18 (Franne Golde, Kasia Livingston, Robert Palmer)
4. Buttons (feat. Snoop Dogg) (Final Edit) – 3:52 (Sean Garrett, Jamal Jones, Jason Perry, Nicole Scherzinger)
5. Don't Cha (feat. Busta Rhymes) (More Booty Mix) – 4:48 (Anthony Ray, Thomas Callaway, Trevor Smith)
6. Hot Stuff (I Want You Back) (Remix) – 4:36 (Pete Bellotte, Harold Faltermeyer, Keith Forsey, Siobhan Fahey, Clare Kenny, Steven Gallifent, Will Blanchard)
7. He Always Answers (Ringback Tone) – 0:40
8. Vibrate off the Table (Ringtone) – 0:39
9. Freaky Fun Message (Voicemail ID) – 0:19
10. PCD (Text Alert) – 0:06

## Classifiche
| Classifica (2006) | Posizione massima |
| ----------------- | ----------------- |
| Australia         | 8                 |
| Austria           | 8                 |
| Belgio            | 6                 |
| Canada            | 2                 |
| Danimarca         | 13                |
| Finlandia         | 29                |
| Francia           | 23                |
| Germania          | 6                 |
| Grecia            | 16                |
| Irlanda           | 7                 |
| Italia            | 23                |
| Messico           | 5                 |
| Norvegia          | 10                |
| Nuova Zelanda     | 1                 |
| Paesi Bassi       | 5                 |
| Polonia           | 6                 |
| Portogallo        | 12                |
| Regno Unito       | 7                 |
| Repubblica Ceca   | 9                 |
| Russia            | 1                 |
| Spagna            | 27                |
| Stati Uniti       | 5                 |
| Svezia            | 21                |
| Svizzera          | 9                 |
| Ungheria          | 6                 |